# Франклин (округ, Теннесси)
Округ Франклин (англ. Franklin County) расположен в США, штате Теннесси. На 2010 год численность населения составляла 17 943 человека. Окружным центром является город Уинчестер.

## История
Европейско-американские поселения появились здесь в 1800 году, а округ был сформирован в 1807 году и был назван в честь Бенджамина Франклина. Округ принимал активное участие в гражданской войне.
Значительный рост промышленного производства произошёл в округе в последние десятилетия XX-го века. Так, был построен завод автомобильных двигателей корпорации Nissan. Туристическая деятельность осуществлялась на основе истории округа и местных достопримечательностей, а также ежегодного фестиваля.

## География
Франклин является одним из южных округов штата Теннесси и граничит со штатом Алабама. Округ богат и лесами, а его земли пригодны для сельского хозяйства. Зима в округе мягкая. По данным бюро переписи населения США, округ имеет площадь 1491,8 км². Площадь суши — 1437,4 км, водной поверхности — 54,4 км.

### Смежные округа
- Коффи (север)
- Гранди (северо-восток)
- Марион (запад)
- Джэксон (юг)
- Мадисон (юго-запад)
- Линкольн (запад)
- Мур (северо-запад)